# フォラーゾーデ
フォラーゾーデ (ドイツ語: Vollersode, 低地ドイツ語: Vollerso) は、ドイツ連邦共和国ニーダーザクセン州オスターホルツ郡のザムトゲマインデ・ハムベルゲンに属す町村で、同郡最北部に位置する。

## 地理

### 位置
フォラーゾーデは、ブレーメンの北約 35 km の北ドイツ低地に位置している。地形は、氷期のエンドモレーンにあたるヴェザーミュンダー・ゲースト（砂地の土地）からトイフェルスモーア（泥湿地）への移行部にあたる。フォラーゾーデ地区、ヴァルヘーフェン地区、ギーレ地区、ギーラーミューレン地区は海抜 20 m から 30 m のゲーストに位置する。その他の地区は海抜 5 m 以下の泥湿地の集落である。町内をギーラー・バッハ川が牧草地の小川として流れ、フィースペッケン付近でハンメ＝オステ運河が合流してハンメ川となる。

### 隣接する市町村
フォラーゾーデは、南西はハムベルゲン、北西はホルステと境を接している。両町はともにザムトゲマインデ・ハムベルゲンに属している。北東はローテンブルク（ヴュンメ）郡のグナレンブルクである。南東にヴォルプスヴェーデ、南にはオスターホルツ＝シャルムベックが位置する。

### 自治体の構成
自治体としてのフォラーゾーデは全部で9つの地区からなる。
- アーレンスドルフ
- ボルンライヘ
- フリーデンスハイム
- ギーレ
- ギーラーモーア
- ギーラーミューレン
- フェアリュースモーア
- フォラーゾーデ
- ヴァルヘーフェン

## 歴史
フォラーゾーデは、1185年に Valdersha として初めて分権に記録されている。この名前は、泉に掲げられた紋章に見られる。Sode は泉を意味するので、Vollersode は「満杯の泉」と解釈することができる。ヴァルヘーフェンの鐘状ビーカー文化の墳墓が、トイフェルスモーア内のゲーストに存在する。

### 町村合併
フォラーゾーデは、1974年の地域再編に伴い、ハムベルゲン、アックスシュテット、ホルステ、リュッバーシュテットとともにザムトゲマインデ・ハムベルゲンを形成した。

## 行政

### 議会
フォラーゾーデの町議会は、13議席からなる。

### 首長
フォラーゾーデの町長は、アンゲラ・グレフ (SPD) である。

### 紋章
図柄: 黒地に銀の波帯と、水桶がついたつるべ井戸。基部は金地に黒い小石。
解説: 黒と金の地色は、この町の地形である泥湿地と砂地を表している。水桶がついたつるべ井戸は、フォラーゾーデの集落を象徴する建造物である。紋章基部の黒い小石はヴァルヘーフェンに現存する農家の古い囲い塀を象徴している。銀の斜めの波帯はハンメ川との関わりを示している。

## 文化と見所

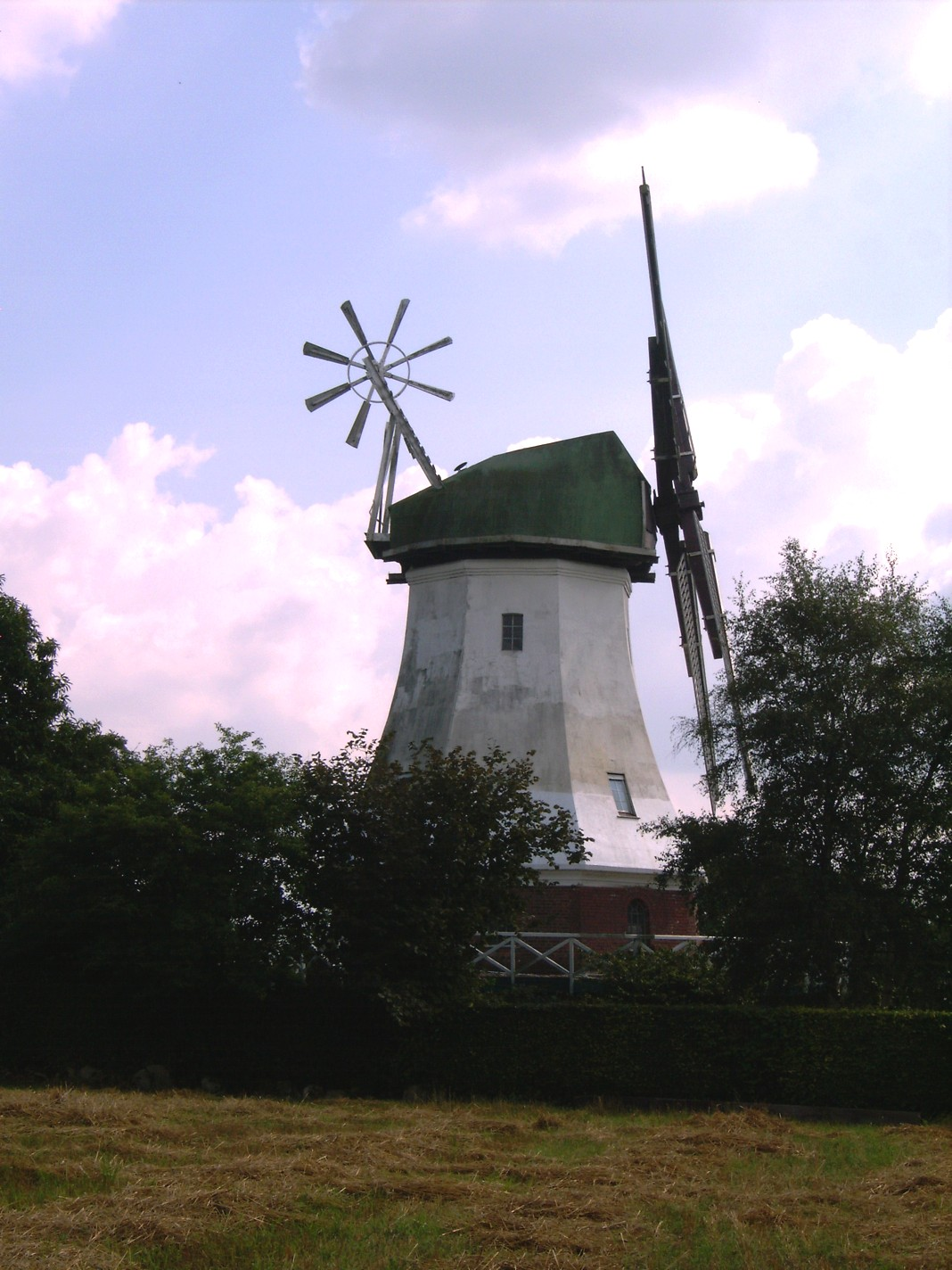
ヴァルヘーフェンの風車

### 建造物
ヴァルヘーフェンからボルンライヘへ向かう道沿いに、現在は住居として利用されているオランダ式風車が存在する。ギーラーミューレン地区の連邦道 B74号線沿いにかつて穀物製粉用水車があった。現在は水車自体は存在しないが、その貯水池が遺されている。
ヴァルヘーフェン地区には、高さ 130 m の通信塔が存在する。この通信塔は、ドイチェ・フンクトゥルム GmbH がドイツ・テレコム AG のために運営している。

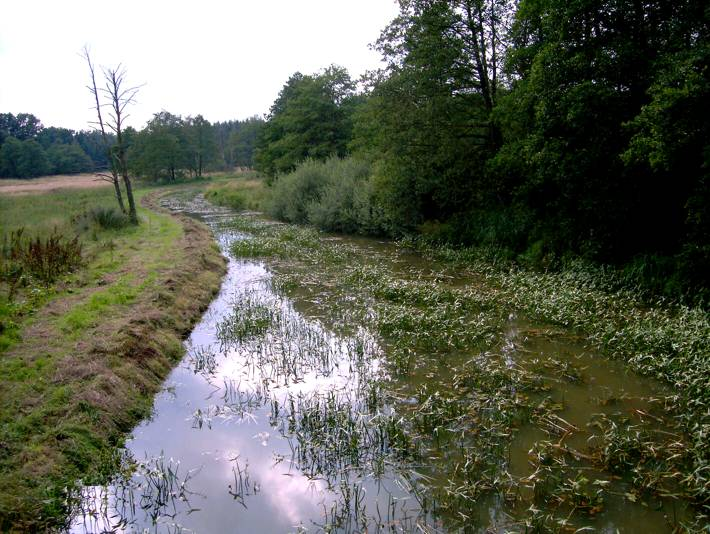
シュプリングモーアを流れるギーラーバッハ川

### 自然保護区
ギーラーミューレンの近く、連邦道の西側にシュプリングモーア自然保護区がある。

## 経済と社会資本

### 交通
ともに約 10 km 離れたリュッバーシュテット駅およびオルデンビュッテル駅を介して、鉄道ブレーメン - ブレーマーハーフェン（- クックスハーフェン）線に接続している。アウトバーン A27号線（ヴァルスローデ - クックスハーフェン）は 19 km の距離にあり、州道 L134号線を使ってアクセスする。主要交通軸は郡庁所在地オスターホルツ＝シャルムベックおよび上級中心都市ブレーメンとの間を結ぶ連邦道 B74号ブレーメン - シュターデ線である。

## 関連図書
- L. Behrens (1931). “Die Entstehung der Moorkolonie Bornreihe”. In Männer vom Morgenstern Heimatbund an Elb- und Wesermündung e. V.. Niederdeutsches Heimatblatt. Nr. 2. Bremerhaven: Nordwestdeutsche Zeitung（現在の Nordsee-Zeitung GmbH）. pp. 1–2 2020年10月11日閲覧。